# كيركلاند لينج
كيركلاند لينج (بالإنجليزية: Kirkland Laing)‏ مواليد 20 يونيو 1954 في جامايكا، هو ملاكم محترف إنجليزي سابق صنّف ضمن فئة وزن الوسط. حقق البطولة البريطانية لوزن الوسط سنة 1979 ثم 1987.

## إحصائيات
خاض خلال مسيرته 56 نزالا، فاز في 43 وتعادل في 1 وخسر في 12. فاز بالضربة القاضية في 24 نزالا.

## روابط خارجية
- كيركلاند لينج على موقع بوكس ريك (الإنجليزية) (registration required)